# Espiner xiulador
L'espiner xiulador (Phacellodomus sibilatrix) és una espècie d'ocell de la família dels furnàrids (Furnariidae). Habita garrigues, generalment a prop de l'aigua, de les terres baixes del sud-est de Bolívia, centre del Paraguai, sud-oest d'Uruguai i nord de l'Argentina.